# Charles Taylor
|  | Aquest article tracta sobre el filòsof estatunidenc. Si cerqueu el president de Libèria, vegeu «Charles Ghankay Taylor». |

Charles Taylor   (Montreal, 5 de novembre de 1931) és un filòsof quebequès, professor de dret i filosofia a la Northwestern University i professor emèrit del departament de filosofia de la Universitat McGill.

## Trajectòria
És un home que es caracteritza per bastir ponts entre corrents sovint enfrontats: Il·lustració i comunitarisme, fe i raó, filosofia i acció política. Charles Taylor realitza un rigorós diagnòstic de la modernitat i de totes les nocions que s'arrelen en la cultura occidental. En la seva obra magna, Les fonts del jo explora la gènesi del jo modern, en la qual ocupen un lloc central les idees filosòfiques (de pensadors com Descartes, John Locke, Plató, Kant, etc.) i representacions artístiques (com la poesia, la literatura i la pintura). Aquestes nocions modernes són: 
- la idea del jo desvinculat o capaç de distanciar-se de la seva tradició;
- l'afirmació de la vida corrent o de la producció i la família; i
- el nostre sentit de benevolència cap als altres.

Partidari ardent de la identitat pròpia del Quebec francòfon, en èpoques anteriors va concórrer a diverses eleccions parlamentàries. Les seves idees sobre el multiculturalisme han tingut enorme influència en aquests temps on molts països s'enfronten al problema de la integració de les seves minories.
El gener de 2021, fou una de les 50 personalitats que signar el manifest «Dialogue for Catalonia», promogut per Òmnium Cultural i publicat a The Washington Post i The Guardian, a favor de l'amnistia dels presos polítics catalans i del dret d'autodeterminació en el context del procés independentista català. Els signants lamentaren la judicialització del conflicte polític català i conclogueren que aquesta via, lluny de resoldre'l, l'agreuja: «ha comportat una repressió creixent i cap solució». Alhora, feren una crida al «diàleg sense condicions» de les parts «que permeti a la ciutadania de Catalunya decidir el seu futur polític» i exigiren la fi de la repressió i l'amnistia per als represaliats.

## Obra publicada
- 1964 — The Explanation of Behavior.
- 1975 — Hegel.
- 1979 — Hegel and Modern Society.
- 1985 — Philosophical Papers (2 volumes).
- 1989 — Sources of the Self: The Making of Modern Identity. Harvard University Press
- 1992 — The Malaise of Modernity, being the published version of Taylor's Massey Lectures. Reprinted in the U.S. as The Ethics of Authenticity. Harvard University Press
- 1994 — Multiculturalism: Examining The Politics of Recognition.
- 1995 — Philosophical Arguments. Harvard University Press
- 1999 — A Catholic Modernity?.
- 2002 — Varieties of Religion Today: William James Revisited. Harvard University Press
- 2004 — Modern Social Imaginaries.
- 2007 — A Secular Age. Harvard University Press
- 2011 — The power of religion in the public sphere. Nova York: Columbia University Press (Judith Butler, Jürgen Habermas, Cornel West), ISBN 978-1-283-00892-1